# Katerînivka, Berdîciv
Katerînivka (în ucraineană Катеринівка) este un sat în comuna Șvaikivka din raionul Berdîciv, regiunea Jîtomîr, Ucraina.

## Demografie
Componența lingvistică a localității Katerînivka
     Ucraineană (98,45%)
     Rusă (1,55%)
Conform recensământului din 2001, majoritatea populației localității Katerînivka era vorbitoare de ucraineană (98,45%), existând în minoritate și vorbitori de rusă (1,55%).